# Idanha-a-Velha

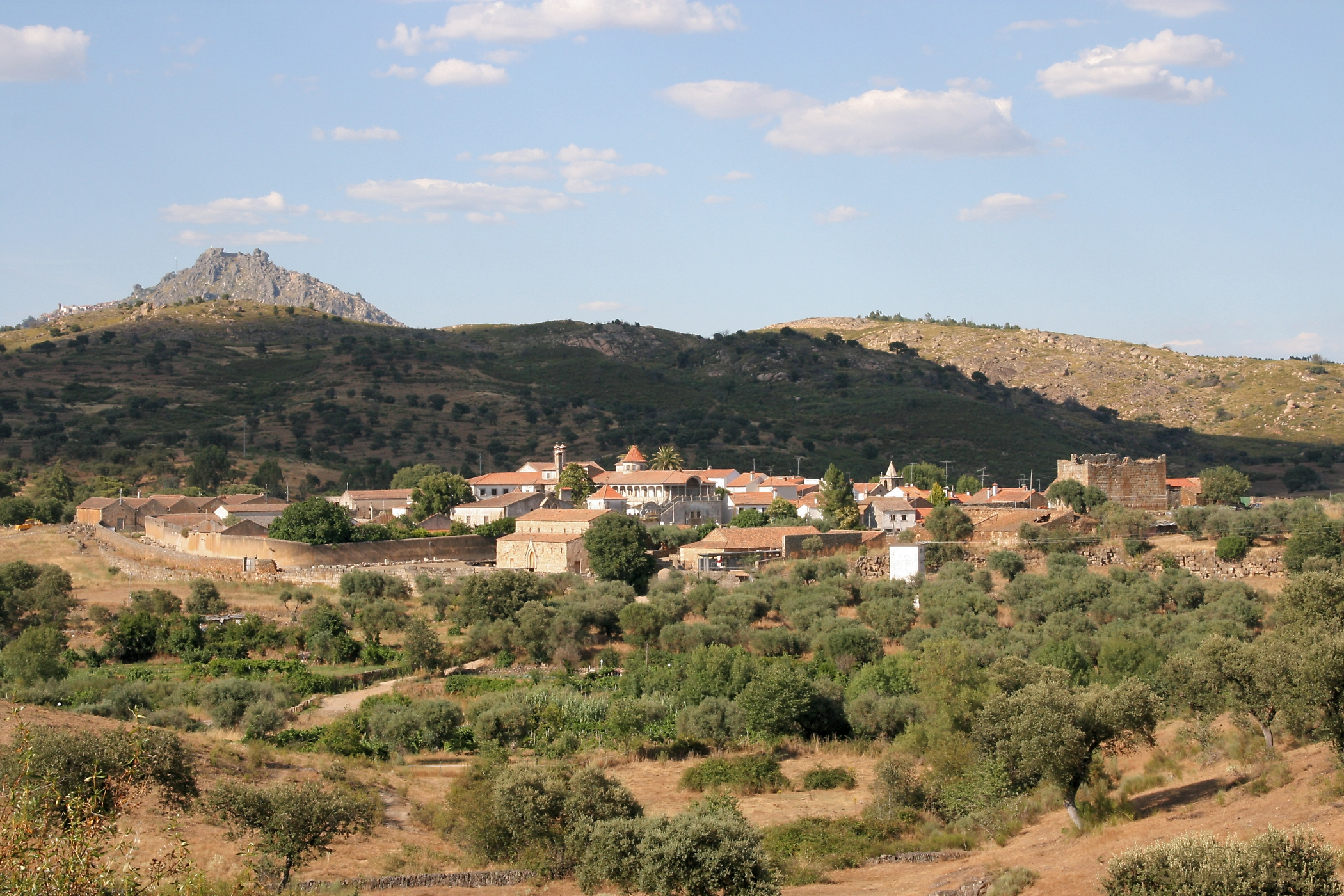
Idanha-a-Velha (im Hintergrund das Bergdorf Monsanto)

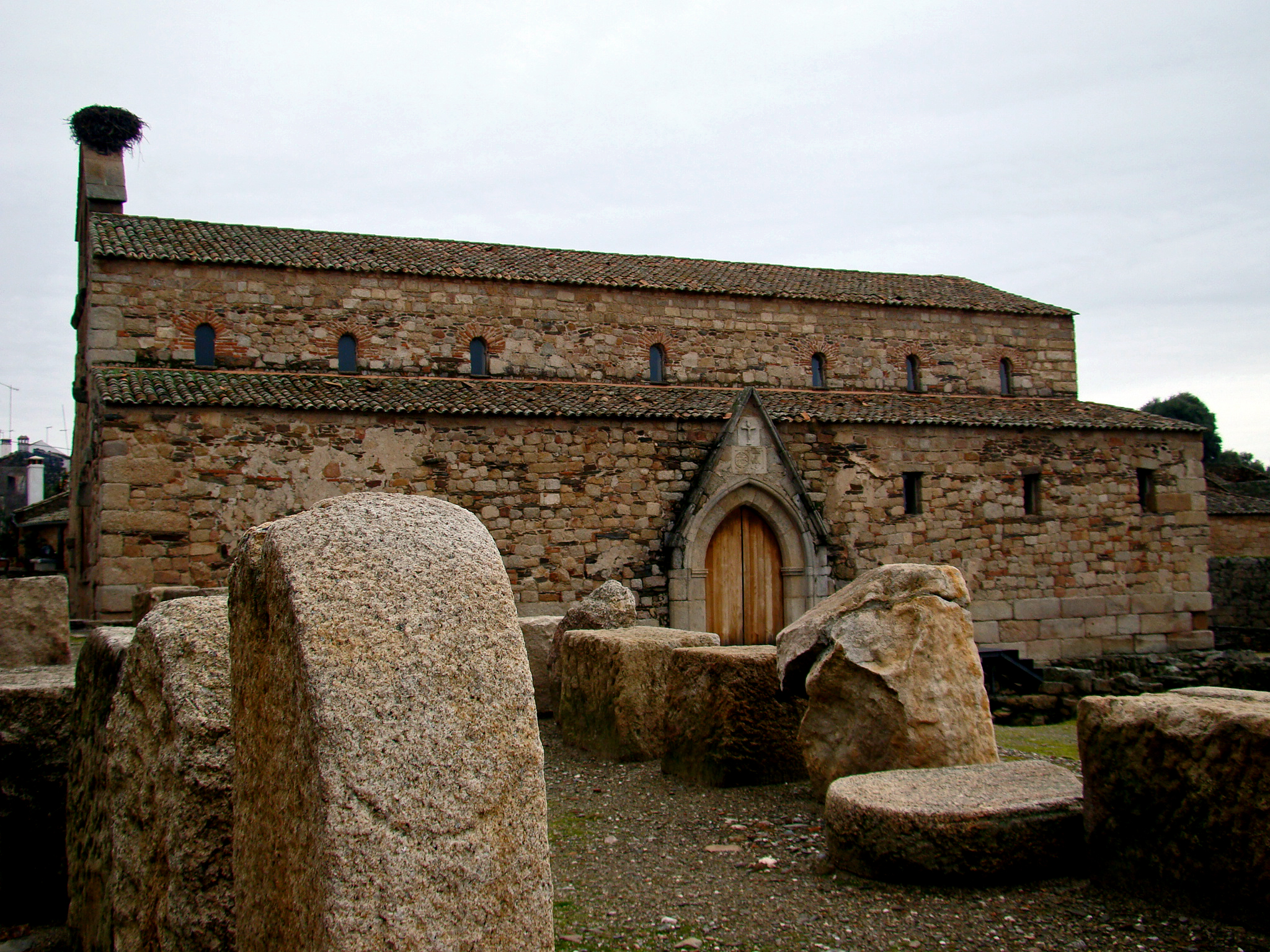
Kathedrale von Idanha-a-Velha (Teilansicht)

Idanha-a-Velha ist ein Ort und eine ehemalige Gemeinde (Freguesia) im portugiesischen Kreis Idanha-a-Nova. Die Gemeinde hatte 63 Einwohner (Stand 30. Juni 2011). Der Ort gehört zu den zwölf historischen Dörfern, den Aldeias Históricas.

## Geschichte
Der Ort wurde im 1. Jahrhundert v. Chr. von den Römern als Civitas Igaeditanorum gegründet. Unter den Sueben wurde es Egitânia genannt und 534 zur Diözese. 14 Jahre später kam der Ort zum Westgotenreich, bis er 715 von den Arabern erobert wurde. Der Ort, der erst Exitânia und dann Idania hieß, wurde Verwaltungssitz der Mauren und lag an der Route von Mérida nach Guarda. Ende des 9. Jahrhunderts wurde der Ort von den maurischen Rebellenführern Saʿdūn as-Surunbāqī und Ibn Marwan beherrscht. Im Zuge der Reconquista wurde Idanha mehrmals erobert, bevor Portugals erster König, D.Afonso Henriques, den Ort 1165 eroberte und Gualdim Pais übergab. Eine Bedingung war die Errichtung zweier neuer Burgen zur Verteidigung des Bischofssitzes Egitania, die Pais mit der Gründung von Monsanto und Idanha-a-Nova erfüllte. Seit 1199 war Idanha kein Bischofssitz mehr und gehörte zur Diözese Guarda.
1229 erhielt Idanha Stadtrechte (Foral) durch König Sancho II. Nach erneutem arabischen Einfall und Zerstörung 1240 wurde der Ort dem Templerorden übergeben und neu besiedelt. 1510 erneuerte König Manuel I. die Stadtrechte Idanhas, und die Kathedrale wurde erweitert und umgebaut. Der 1187 unweit gegründete Ort Idanha-a-Nova (dt.: Neues Idanha) erlangte zunehmend Bedeutung, während der nun Idanha-a-Velha (dt.: Altes Idanha) genannte Ort an Bewohnern verlor. Bis 1758 behielt er, bei fortschreitendem Bedeutungsverlust, den Status einer Cidade (Stadt), um im 19. Jahrhundert auch den Status einer Vila (Kleinstadt) zu verlieren. 1819 wurde Idanha-a-Velha Alcafozes zugeordnet, und gehört seit 1935 zum Kreis Idanha-a-Nova.
Die in den 1950er Jahren begonnenen archäologischen Arbeiten wurden in den 1970er Jahren wieder eingestellt. Der Literaturnobelpreisträger José Saramago bedauerte 1981 bei seiner, im Buch Viagem a Portugal (dt.: Reise nach Portugal, deutscher Titel: Die portugiesische Reise) beschriebenen Reise den schlechten Zustand der zahlreichen historischen Bauwerke und deren Überreste im Ort.
1994 wurde der Ort als zu fördernde Aldeia Histórica (dt.: historisches Dorf) anerkannt. Er ist Teil der Aldeias Históricas de Portugal, einer staatlichen Initiative zum Erhalt historischer Dörfer der Region. Seither wurden die aus den verschiedenen Epochen stammenden Bauwerke restauriert, und der Ort erfuhr weitere, mit dem Programm verbundene Förderungen.
Am 29. September 2013 wurden die Gemeinden Idanha-a-Velha und Monsanto zur neuen Gemeinde União das Freguesias de Monsanto e Idanha-a-Velha zusammengeschlossen.

## Kultur und Sehenswürdigkeiten

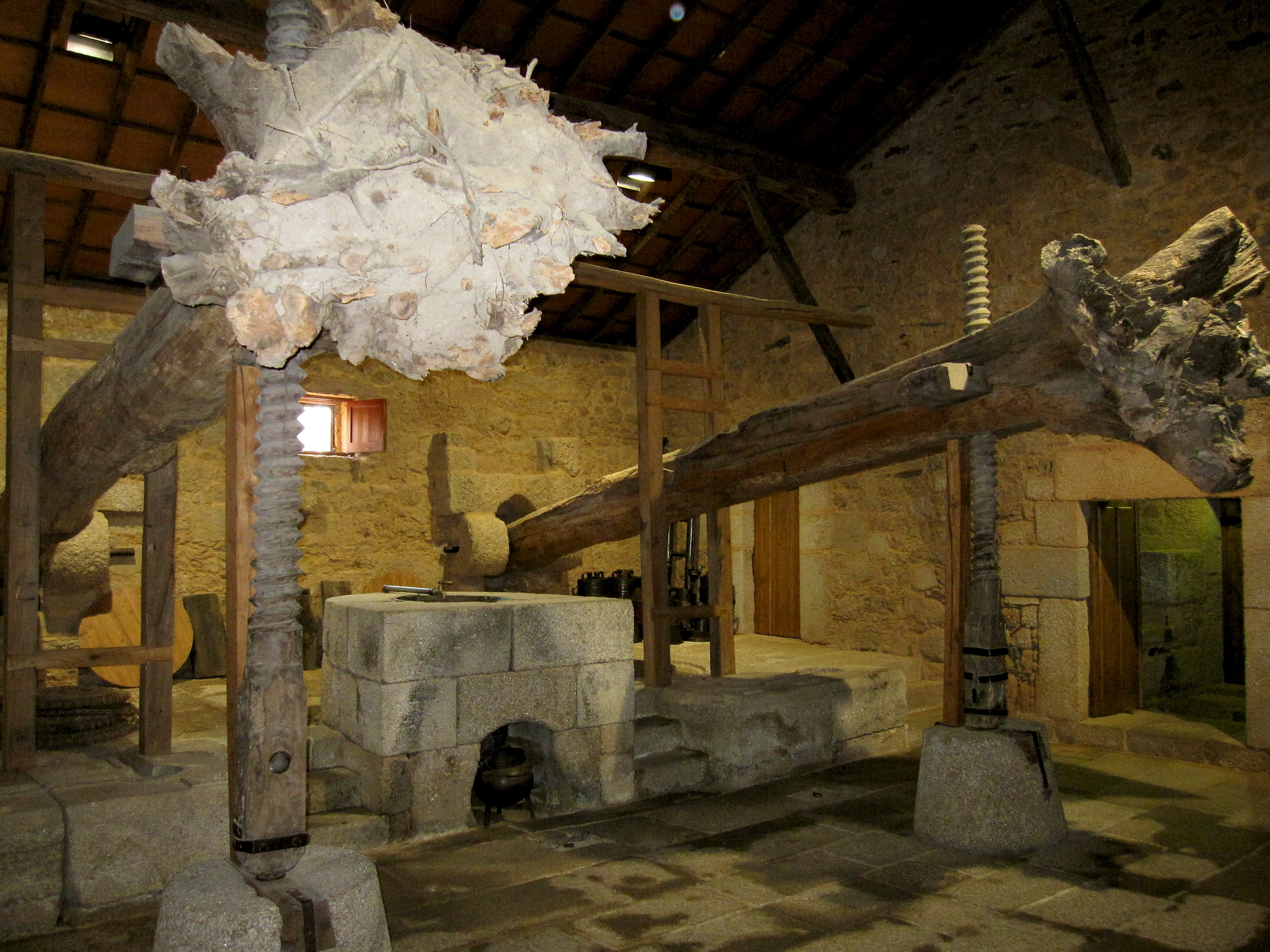
Im Museum Lagar das Varas, der ehemaligen Olivenölpresse

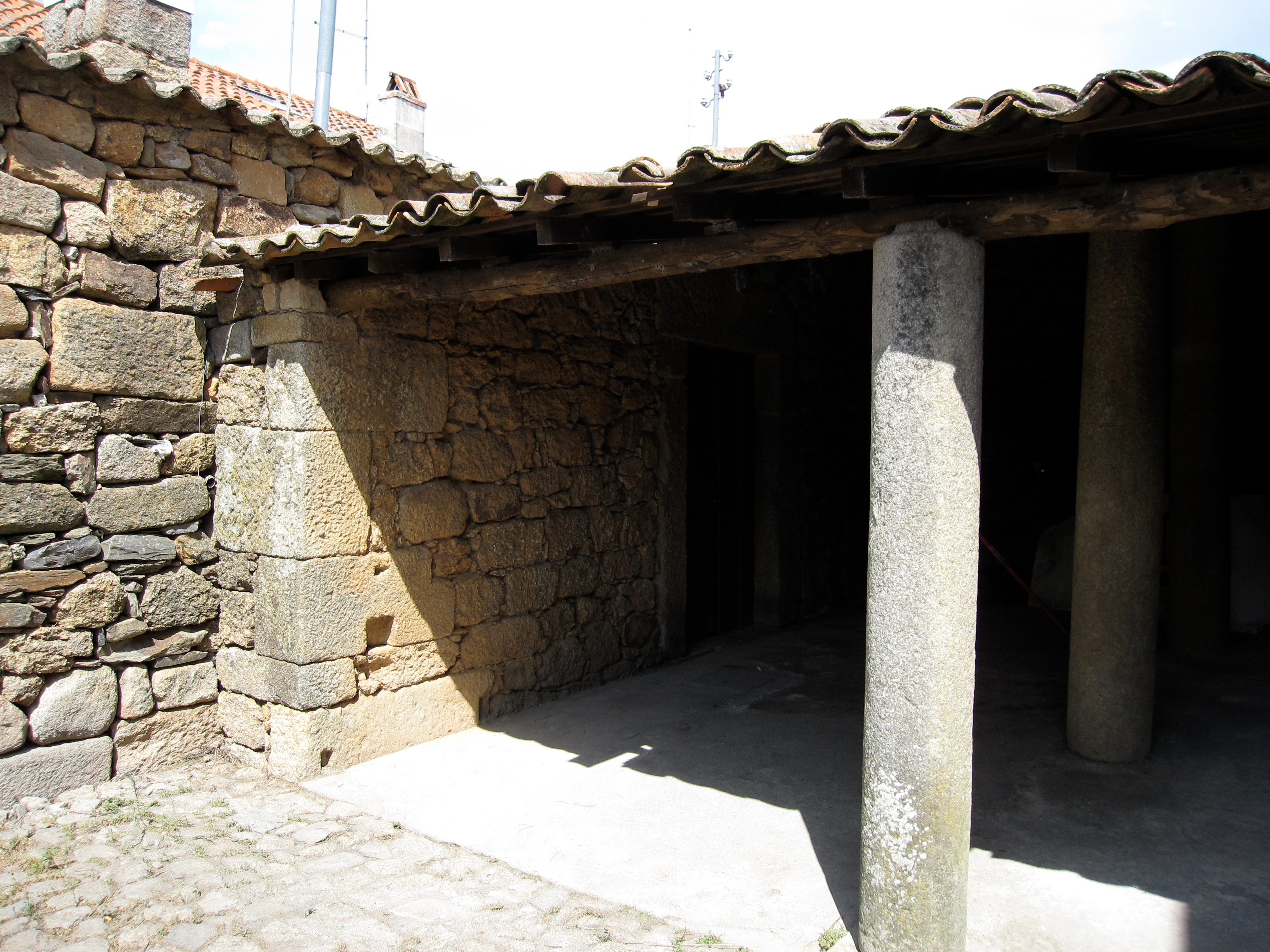
Der Gemeindeofen

Unter den 14 denkmalgeschützten Bauwerken des Ortes sind eine guterhaltene römische Brücke, die seit dem ersten Jahrhundert immer wieder neu aufgebauten Stadtmauern mit Turm, die seit 559 mehrmals erweiterte und veränderte Kathedrale, und das Herrenhaus Solar da Família Marrocos aus dem frühen 20. Jahrhundert.
Im ebenfalls denkmalgeschützten Gebäude Lagar das Varas aus dem 19. Jahrhundert, in dem sich die Anlagen der Olivenölpresse befanden, ist die Touristeninformation und ein ethnografisches Museum untergebracht.
Verschiedene, thematisch sortierte Wanderwege durchziehen das Gemeindegebiet. Einige alte Gebäude werden als Gasthäuser des Turismo rural betrieben. Im öffentlichen Ofen des Dorfes wird traditionelles Brot gebacken.
Neben religiösen Festen und gelegentlichen Mittelaltermärkten und -festen findet im Umfeld des Ortes jährlich im August das Boom Festival statt. Das klimaneutral gestaltete Festival bietet neben Musikveranstaltungen auch Workshops, Ausstellungen, Installationen u. a. Es wurde vom Umweltprogramm der Vereinten Nationen in sein Projekt United Nations Music & Environmental Initiative aufgenommen.